# Таґуті Міцухіса
Таґуті Міцухіса (яп. 田口 光久; 14 лютого 1955, Акіта — 12 листопада 2019) — японський футболіст, що грав на позиції воротаря.

## Клубна кар'єра
Грав за команду Міцубіши Моторс.

## Виступи за збірну
Дебютував 1975 року в офіційних матчах у складі національної збірної Японії. У формі головної команди країни зіграв 59 матчів.

## Статистика
Статистика виступів у національній збірній.
| Збірна Японії | Збірна Японії | Збірна Японії |
| Роки          | Ігри          | голи          |
| ------------- | ------------- | ------------- |
| 1975          | 1             | 0             |
| 1976          | 3             | 0             |
| 1977          | 5             | 0             |
| 1978          | 13            | 0             |
| 1979          | 8             | 0             |
| 1980          | 4             | 0             |
| 1981          | 4             | 0             |
| 1982          | 8             | 0             |
| 1983          | 9             | 0             |
| 1984          | 4             | 0             |
| Усього        | 59            | 0             |